# Ivan Marko Milat
Ivan Robert Marko Milat também conhecido como O Assassino de Mochileiros foi um assassino em série australiano, condenado pelo assassinato de sete mochileiros nos anos 1980 e 1990. 
Os seus crimes ficaram conhecidos como "Backpackers Murders".  Milat cumpria pena em Nova Gales do Sul e até sua morte, se declarava inocente de todas as acusações feitas contra ele.
Ele   ganhou uma série no canal A&E, que conta a história de seus assassinatos e como ele agia.

## Trajetória
Ivan, 51 anos, era um trabalhador da estrada, ávido caçador e filho de um imigrante croata, cujos prazeres na vida eram um veículo de quatro rodas motrizes, uma moto Harley Davidson e uma propensão para matar estranhos.
Suspeito de ser o pior assassino em série da Austrália, Ivan é acusado de assassinar sete caronistas. Ivan gostava de caçar suas vítimas como se fossem animais, dando-lhes uma vantagem por entre os matos de Nova Gales do Sul.
De 1989 a 1992, a brutalidade de seus ataques horrorizou o público australiano.
Algumas das vítimas foram baleadas, outras esfaqueadas, e um deles foi decapitado com uma espada encontrada no apartamento da mãe de Ivan, que tinha seu rifle equipado
com um silenciador e usou a cabeça da vítima para "alvo".
Dos sete mortos, cinco eram turistas europeus, as outras duas vítimas eram adolescentes do estado australiano de Victoria. 
Dois dos mortos eram jovens britânicos cujos desaparecimentos levaram à descoberta sinistra dos corpos de todos os sete caronistas.
A polícia lançou uma das maiores caçadas humanas da história da Austrália. 
A principal testemunha de acusação é um outro turista britânico que fugiu de carro.
Ele foi preso em 1994 em sua casa nos arredores de Sydney, onde a polícia encontrou peças de armas, munições e facas usadas nos assassinatos, assim como equipamentos de campismo, que disse terem pertencido a alguns dos caronistas assassinados.
As autoridades de Nova Gales do Sul têm oferecido alojamento gratuito e assistência financeira às vítimas que desejarem assistir ao julgamento.
Milat acabou por ser condenado a sete penas consecutivas de prisão perpétua sem liberdade condicional. Até morrer, em 27 de outubro de 2019, vítima de cancro no esófago e no estômago, reafirmou sempre a sua inocência.

## Os assassinatos

### Deborah Everist
O corpo de Deborah mais parecia com um hamburger quando ele foi descoberto em 5 de outubro de 1993, três anos e meio após a sua morte. Isto torna muito difícil para cientistas obter informações precisas sobre a causa exata da morte. Ela teria sofrido pelo menos uma facada, mas era evidente que houve várias lesões, detectadas em Deborah na parte superior do esqueleto. Mas, devido ao adiantado estado de degradação, foi impossível determinar se Deborah sofreu mais ferimentos fatais. Seu crânio tinha sido fraturado. Este pode ter sido quebrado após sua morte, mas não foi determinado.

### James Gibson
Devido ao tempo decorrido entre o seu assassinato até a descoberta do corpo de James, uma série de provas cruciais tinham sido perdidas. No entanto o esqueleto de James forneceu aos detetives o modo como foi abatido. A autópsia indicou que James tinha sofrido várias apunhaladas. A maioria das apunhaladas foram desferidas em seu peito e na parte superior das costas. A ferocidade dos golpes tinha deixado alguns dos ossos de James cortados ao meio. Este tinha uma tatuagem, que foi arranca com uma faca.
Ambos Deborah e James foram encontrados em sepulturas rasas na floresta estadual de Belanglo. Eles estavam cobertos apenas com folhas e detritos.

### Simone Schmidl
Simone, como muitas das outras vítimas, havia sofrido várias apunhaladas na sua parte superior das costas. Tal como as outras, ela foi encontrada em um túmulo raso na floresta estadual de Belanglo, coberta com varas, folhas e detritos. Seu corpo foi descoberto em 1 de novembro de 1993, após o seu desaparecimento, em Janeiro de 1991. O tempo entre a sua morte e a descoberta do seu corpo foi suficiente para apagar muitas das provas que teriam ajudado a condenar alguém para os crimes. Três dias depois mais dois corpos foram encontrados, sendo que  o número de mortos subiu para sete. 

### Gabor Neugebauer
Gabor e sua namorada Anja Habschied foram encontrados na floresta estadual de Belanglo em 4 de novembro de 1993. Gabor tinha sido atacado seis vezes na cabeça, três tiros do lado esquerdo do seu crânio e três tiros na parte de trás, base do crânio. Evidências forenses sugerem também que Gabor foi estrangulado, talvez como um último esforço sádico para matá-lo, embora os seis tiros por si só teriam sido mais do que suficientes. Ele também tinha um pedaço de pano amarrado em torno de seu rosto como uma mordaça. A arma usada para matar Gabor foi identificada como Ruger 10/22. Peças de uma Ruger 10/22 e um silencioso caseiro foram encontrados em uma cavidade na parede da casa de Ivan Milat. 

### Anja Habschied
O assassinato de Anja Habschied foi de longe o pior. Antes da descoberta do corpo de Anja, a polícia sabia que as formas dos assassinatos foram por tiros e apunhaladas (embora também haja provas de que ele estrangulou pelo menos uma das suas vítimas). Com a causa comum de morte, a polícia foi capaz de ligar todas as seis vítimas à mesma pessoa, no entanto o assassinato de Anja Habschied estava muito longe das feridas infligidas às outras vítimas. Anja teve sua cabeça separada de seu corpo em um violento golpe. O corpo de Anja estava sem a metade inferior do vestuário. Isto sugere que ela também pode ter sido violentada sexualmente, mas infelizmente, devido ao tempo decorrido de quase dois anos entre o seu assassinato e a descoberta de seu corpo, não há provas suficientes para se saber ao certo. Algumas peças de vestuário foram encontradas mais tarde, e acredita-se terem sido pertencidos a Anja e Gabor. Por estarem quase totalmente decompostos no chão da floresta, é difícil para a polícia estar absolutamente certa.